# 14632 Flensburg
14632 Flensburg este un asteroid din centura principală de asteroizi.

## Descriere
14632 Flensburg este un asteroid din centura principală de asteroizi. A fost descoperit pe 11 noiembrie 1998 la Bornheim de Norbert Ehring. Asteroidul prezintă o orbită caracterizată de o semiaxă mare de 2,66 ua, o excentricitate de 0,22 și o înclinație de 1,5° în raport cu ecliptica.